# Romulo Kuranyi

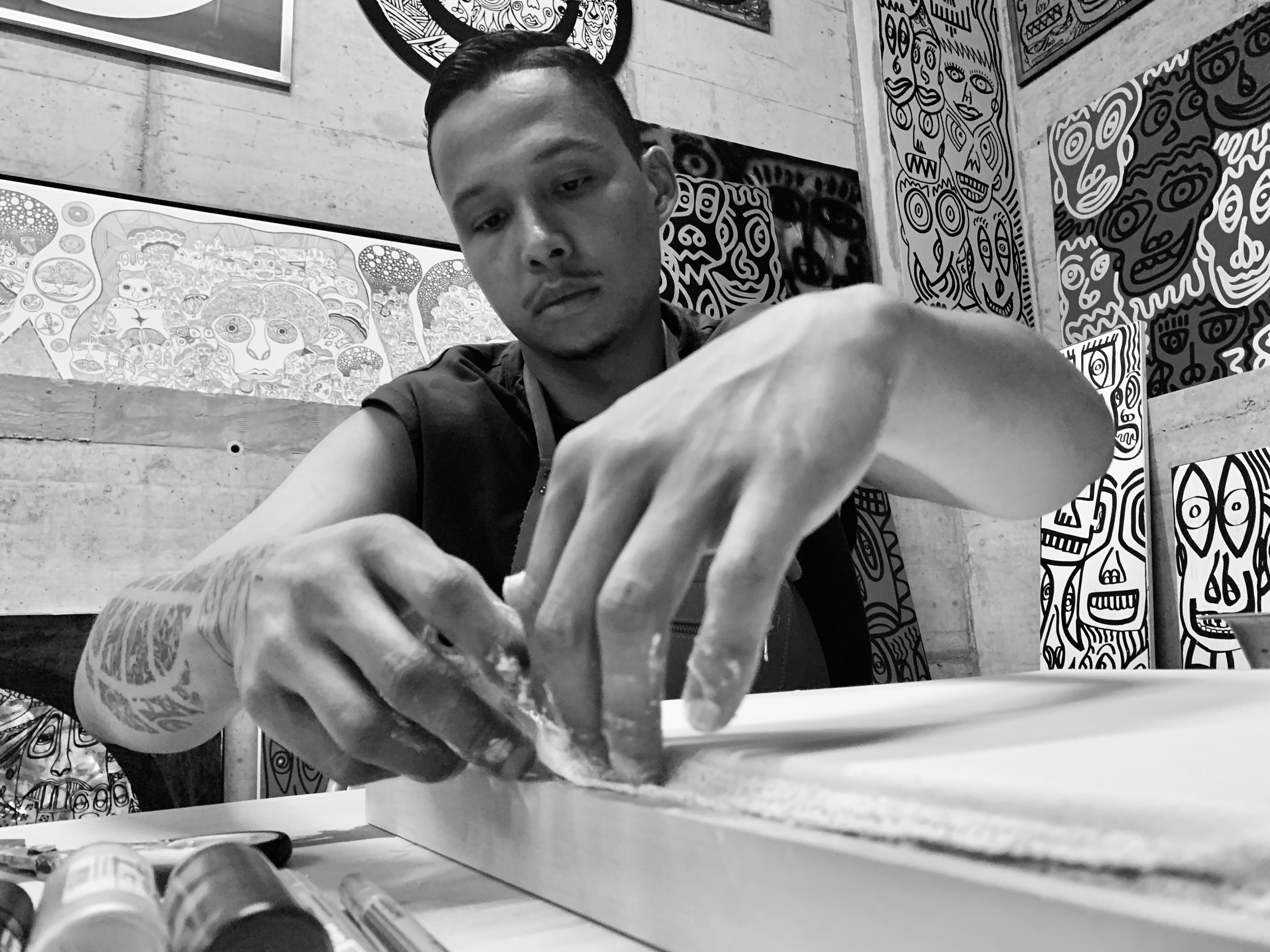
Romulo Kurányi

Romulo Feliciano Kuranyi (* 16. März 1989 in Petrópolis, Brasilien) ist ein deutscher Künstler mit brasilianischen Wurzeln. Er ist bekannt für seine Popart-Designs, die an Keith Haring erinnern. Er ist Bruder des ehemaligen VFB-Profifußballers Kevin Kuranyi und Sohn der Schriftstellerin Roseni Kuranyi.

## Leben
Kuranyi wuchs zunächst in Petrópolis und später in Rio de Janeiro auf. Sein Vater leitete und betrieb verschiedene Hotels in Brasilien. Nach seiner Schulzeit war er als Veranstalter und Gastronom in Stuttgart aktiv. Bis 2018 betrieb er als Franchise das Stuttgarter Promi-Lokal H’ugo’s, das wegen eines Wasserschadens Insolvenz anmelden musste. Trotz vielfältiger Ausstellungen in Deutschland lebt er mit seiner Familie wieder in Brasilien.

## Kunst
Romulo Kuranyi hatte Ausstellungen und Live-Performances in mehreren öffentlichen Museen und privaten Galerien wie der Galerie Z in Stuttgart, der Art/OF/galery in Offenbach am Main oder dem Carousel de Louvre in Paris. 2017 stellte er gemeinsam mit Wilm Delvoye und Stephan Balkenhol in Frankfurt am Main aus. Er gestaltete Wände auf der Gartenschau Balingen 2023 und hatte zuletzt Solo-Ausstellungen im Gmünder Kunstverein, dem MAC Museum Art Cars in Singen und der Art Karlsruhe.
Da Kuranyis Designs überwiegend auf schwarz-weißen Formen und Gesichtern basieren, die er mit Lackstift aufträgt, war er Markenbotschafter für die Europa-Kampagne von Stabilo. Er gestaltet Messestände wie von Red Bull auf der Internorga Hamburg oder das Gelände der Outletcity Metzingen.
Kuranyis Mentor ist der französische Maler Eric Decastro. Seine bekanntesten Werke sind aus der Edition „Smile“, die auf dem Kunstmarkt in verschiedenen Materialien gehandelt werden.

## Veröffentlichungen
- Romulo Kuranyi: Romulo Kuranyi. Der Bildband. Redaktion: Matthias Slunitschek. Molino Verlag, Sindelfingen 2024, ISBN 978-3-948696-48-1 (160 S.).